# Platyla orthostoma
Platyla orthostoma е вид коремоного от семейство Aciculidae. Видът е почти застрашен от изчезване.

## Разпространение
Разпространен е в България.